# Backlash (1956)
Backlash is een Amerikaanse western uit 1956 onder regie van John Sturges. De film werd destijds uitgebracht onder de titel Het geheim van de vijf graven.

## Verhaal
De vader van Jim Slater zou tijdens een hinderlaag zijn vermoord door Apachen. Hij is op zoek naar de enige overlevende van die moordpartij, die meer zou weten over een verdwenen partij goud ter waarde van 60.000 dollar. Door hem te vinden hoopt Jim de reputatie van zijn vader te herstellen. Bij zijn zoektocht krijgt hij de hulp van de knappe Karyl Orton. Haar man zou ook gedood zijn in dezelfde hinderlaag.

## Rolverdeling
| Acteur           | Personage     |
| ---------------- | ------------- |
| Richard Widmark  | Jim Slater    |
| Donna Reed       | Karyl Orton   |
| William Campbell | Johnny Cool   |
| John McIntire    | Jim Bonniwell |
| Barton MacLane   | George Lake   |
| Harry Morgan     | Tony Welker   |
| Robert J. Wilke  | Jeff Welker   |
| Jack Lambert     | Mike Benton   |
| Roy Roberts      | Majoor Carson |
| Edward Platt     | J.C. Marson   |
| Robert Foulk     | John F. Olson |
| Phil Chambers    | Dobbs         |
| Gregg Barton     | Sleepy        |
| Fred Graham      | Ned McCloud   |
| Frank Chase      | Cassidy       |